# Giovanni Pérez
Giovanni Pérez (San Cristóbal, 14 de outubro de 1974 — 26 de junho de 2022) foi um futebolista venezuelano que atua como meia.

## Carreira
Giovanni Pérez integrou a Seleção Venezuelana de Futebol na Copa América de 2001.